# Лей Енн Феттер
Лей Енн Феттер (англ. Leigh Ann Fetter, 23 травня 1969) — американська плавчиня.
Учасниця Олімпійських Ігор 1988 року.
Призерка Чемпіонату світу з водних видів спорту 1991 року.
Переможниця Пантихоокеанського чемпіонату з плавання 1989 року.